# Camarneira
Camarneira ist ein Ort und eine ehemalige Gemeinde (Freguesia) im portugiesischen Kreis Cantanhede. Die Gemeinde hatte 824 Einwohner (Stand 30. Juni 2011).
Am 29. September 2013 wurden die Gemeinden Camarneira und Covões zur neuen Gemeinde União das Freguesias de Covões e Camarneira zusammengeschlossen.